# Jessica Clark Cohen
Jessica Clark Cohen es una publicista y escritora costarricense. Entre sus obras destaca el libro de cuentos Los Salvajes y la novela de ciencia ficción Telémaco, primera de un trilogía denominada Crónicas Traidoras que además fue adaptada al cómic. 
Nacida en San José, el 22 de septiembre de 1969 de padre costarricense y madre brasileña. Se licenció en Publicidad por la Universidad de Costa Rica y ha trabajado como productora de televisión y redactora de revistas de televisión.
En 2000 trabajó en la embajada de Costa Rica en Washington D. C. como asesora en comunicación y tras completar su período regresó al país para terminar la maestría en Literatura Inglesa. Académciamente ha trabajado como asistente de investigación y conferencista en literatura y estrategia creativa. 
El Centro de Cooperación Española eligió su guion Mandelbrot como parte de una colección de trabajos de guionistas costarricenses. En el 2003 también trabajó como guionista para la teleserie costarricense El Barrio.
Según afirma, su gusto por la ciencia ficción deriva de que su padre es físico y su madre profesora universitaria de ciencias.

### Cuentos en antologías
- La Enfermedad del Chacal (Había una Vez un Derecho, antología de cuentos) (Defensoría de los Habitantes, Costa Rica) 2009
- Posibles futuros; Cuentos de ciencia ficción con el cuento Frente Frío, 2009.
- Lazán (F5, Reset de la Literatura Latinoamericana, antología de cuentos) (Editorial Piedra Santa, Guatemala) 2010
- Paranormal.org (Akelarre, antología de cuentos) (Editorial Club de Libros, Costa Rica) 2011
- Objeto no identificado y otros cuentos de ciencia ficción con el cuento Bajagua, 2011.
- Ragnarok (Marte Inesperado y Otros Relatos Costarricenses de Ciencia Ficción, colección Leer Para Disfrutar #174) (La Nación, Costa Rica) 2012
- Lunas en vez de sombras y otros relatos de ciencia ficción con el cuento Joyería mental, 2013
- Alfaro Para Cacique (Mittelamerika, antología de cuentos) (Unionsverlag, Zúrich) 2014